# Liste der Museen in Weiden in der Oberpfalz
Die Liste der Museen in Weiden in der Oberpfalz gibt einen Überblick über aktuelle und ehemalige Museen in der kreisfreien Stadt Weiden in der Oberpfalz in Bayern.

## Aktuelle Museen
| Name                                  | Kurzbeschreibung | gegründet/ eröffnet | Träger                     | Standort            | Bild           | Link |
| ------------------------------------- | --- | ------------------- | -------------------------- | ------------------- | -------------- | ---- |
| Eisenbahnmuseum Weiden                | Das Eisenbahnmuseum des MEC Weiden präsentiert eine Sammlung von über 4000 internationalen Fahrzeugmodellen sowie Uniformen und Bahnmützen aus aller Welt. Weiter gibt es eine 62 Quadratmeter Meter große Modelleisenbahn-Großanlage mit 26 Zügen. |                     | Modelleisenbahnclub Weiden | Bahnhofstraße 28    |                |      |
| Internationales Keramik-Museum Weiden | Das Internationale Keramik-Museum ist ein Zweigmuseum der Neuen Sammlung für Porzellan und Keramik. Es zeigt Keramik- und Porzellanerzeugnisse führender deutscher und europäischer Manufakturen vom Rokoko bis zum 20. Jahrhundert sowie Exponate verschiedener Zeitepochen aus allen Teilen der Welt.                                                                       | 1990                | Stadt Weiden               | Waldsassener Kasten | weitere Bilder |      |
| Stadtmuseum mit Max-Reger-Sammlung    | Das Stadtmuseum Weiden zeigt Exponate zu verschiedenen Themen der Stadtgeschichte, z. B. Objekte aus Kirchen und Kapellen oder des handwerkliche Schaffens. Inszenierte Räume, darunter Wohnräume einer Handwerkerfamilie oder Rokoko- und Biedermeierzimmer geben einen Eindruck früherer Lebensumstände. Zwei Zimmer zeigen Erinnerungsstücke an den Komponisten Max Reger. | 1896                | Stadt Weiden               | Altes Schulhaus     |                |      |
| Tachauer Heimatmuseum                 | Unter den Themenkreisen Heimat – Vertreibung – Integration dokumentiert das Tachauer Heimatmuseum, die sozialen, religiösen und wirtschaftlichen Verhältnisse sowie die materielle und geistige Kultur der Bevölkerung des ehemaligen Bezirks Tachau im südlichen Egerland.                                                                                                   |                     | Heimatkreis Tachau         | Altes Schulhaus     |                |      |